# 芝加哥摇滚之星队
芝加哥摇滚之星队（Chicago Rockstars）是新的美国篮球协会2006年新近扩充的一支球队，球队主场设在芝加哥。球队最初把主体育场设在芝加哥州立大学内的埃米尔和帕特丽西娅·琼斯会议中心但是，考虑到可能会和在校学生使用球馆时间有冲突而决定将球队迁到东南伊利诺伊大学。（页面存档备份，存于）2013年，該球隊的前成員起訴球隊老闆私吞她的出差費用。